# 伊比拉布埃拉大礼堂
伊比拉布埃拉大礼堂 (葡萄牙語：Auditório Ibirapuera) 是一座由奥斯卡·尼迈耶设计的建筑，位于巴西圣保罗的伊比拉布埃拉公园。

## 历史
礼堂位于伊比拉布埃拉公园内，最初设计于1950年代。
2008年拉丁格莱美奖在伊比拉布埃拉大礼堂颁发。同年12月，伊比拉布埃拉大礼堂是全美超級模特兒新秀大賽 (第十二季)最后时装秀的举办地点。

## 建筑理念

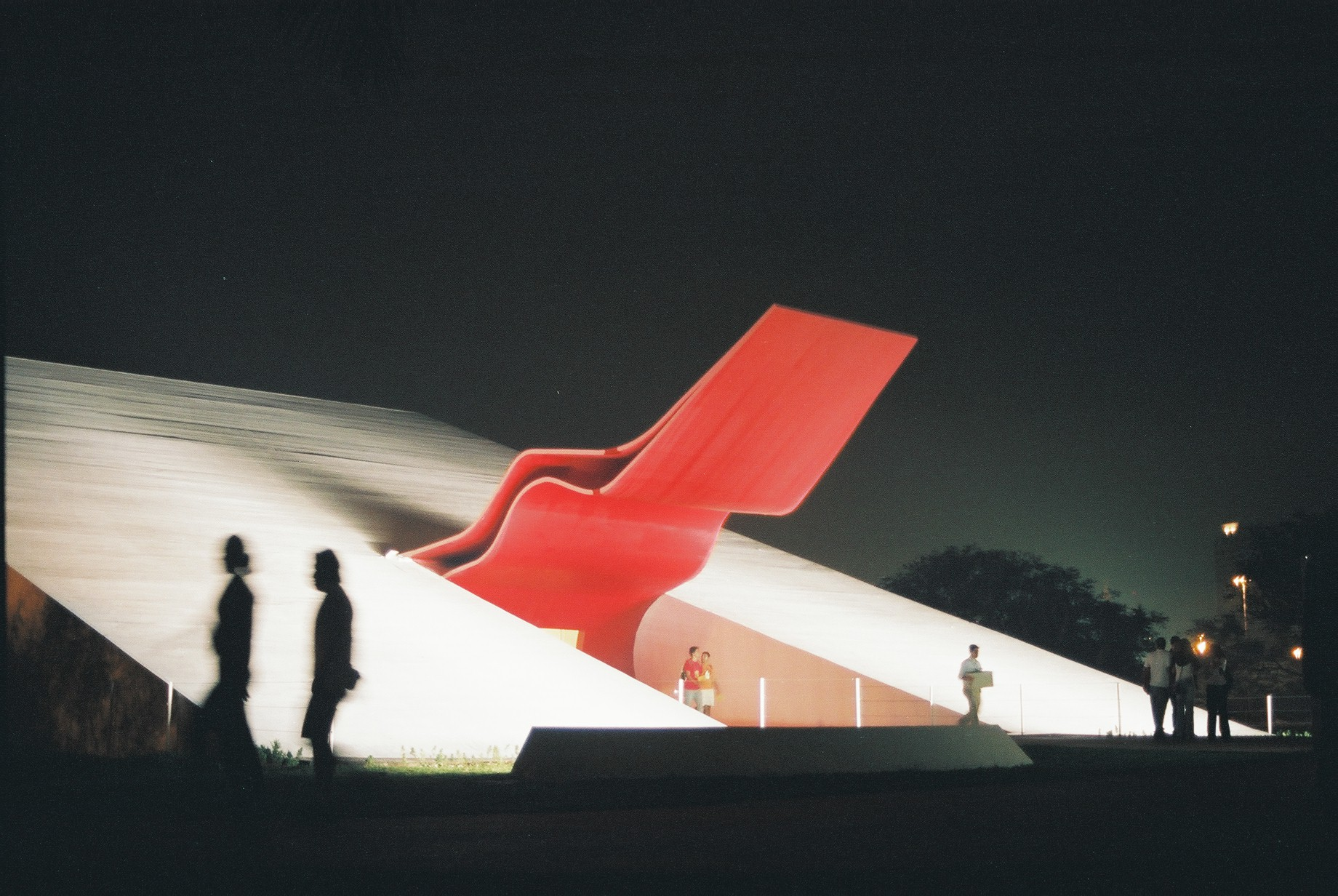

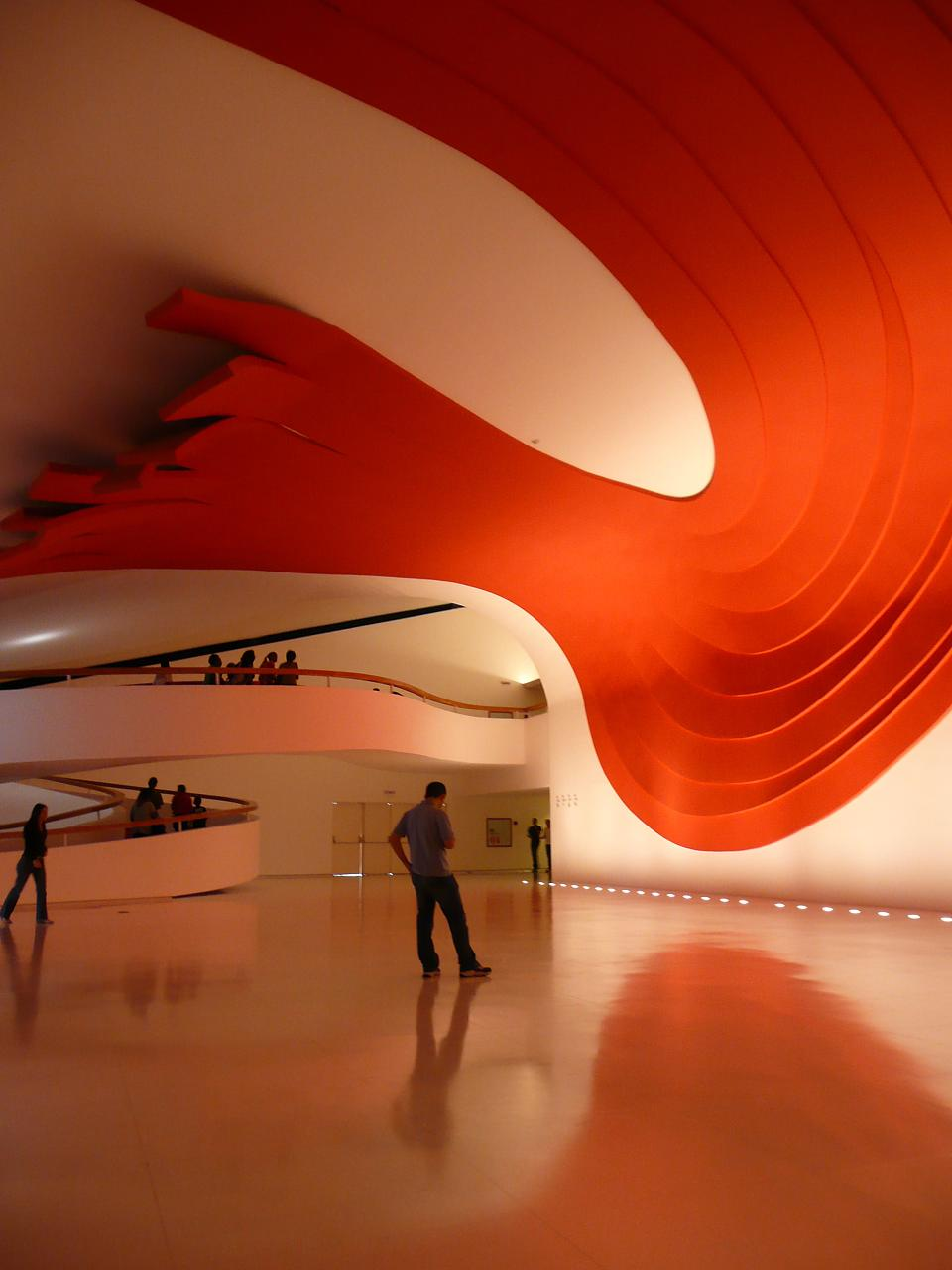

该建筑采用简洁的几何形体，梯形平面，部分为三角形。如同公园里的其他建筑，以及这位建筑师作品的很大一部分一样，礼堂也是涂成白色的钢筋混凝土建筑。
礼堂是一个半球体，由两座纯白色的几何体组成。
入口处红色的金属框，是该建筑区别于其他建筑物的主要标志，正式名称为火焰（Labareda）。

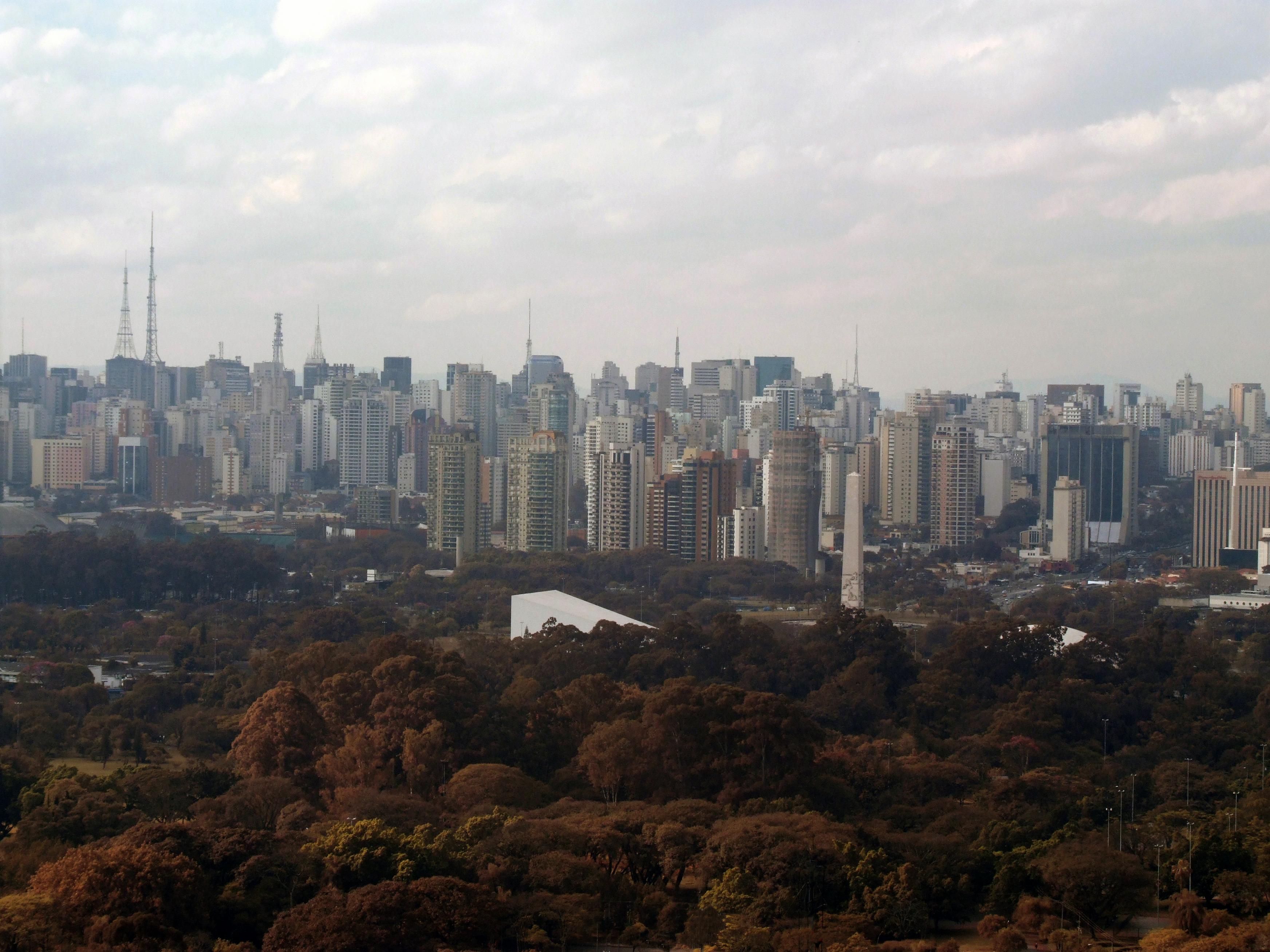

## 内部

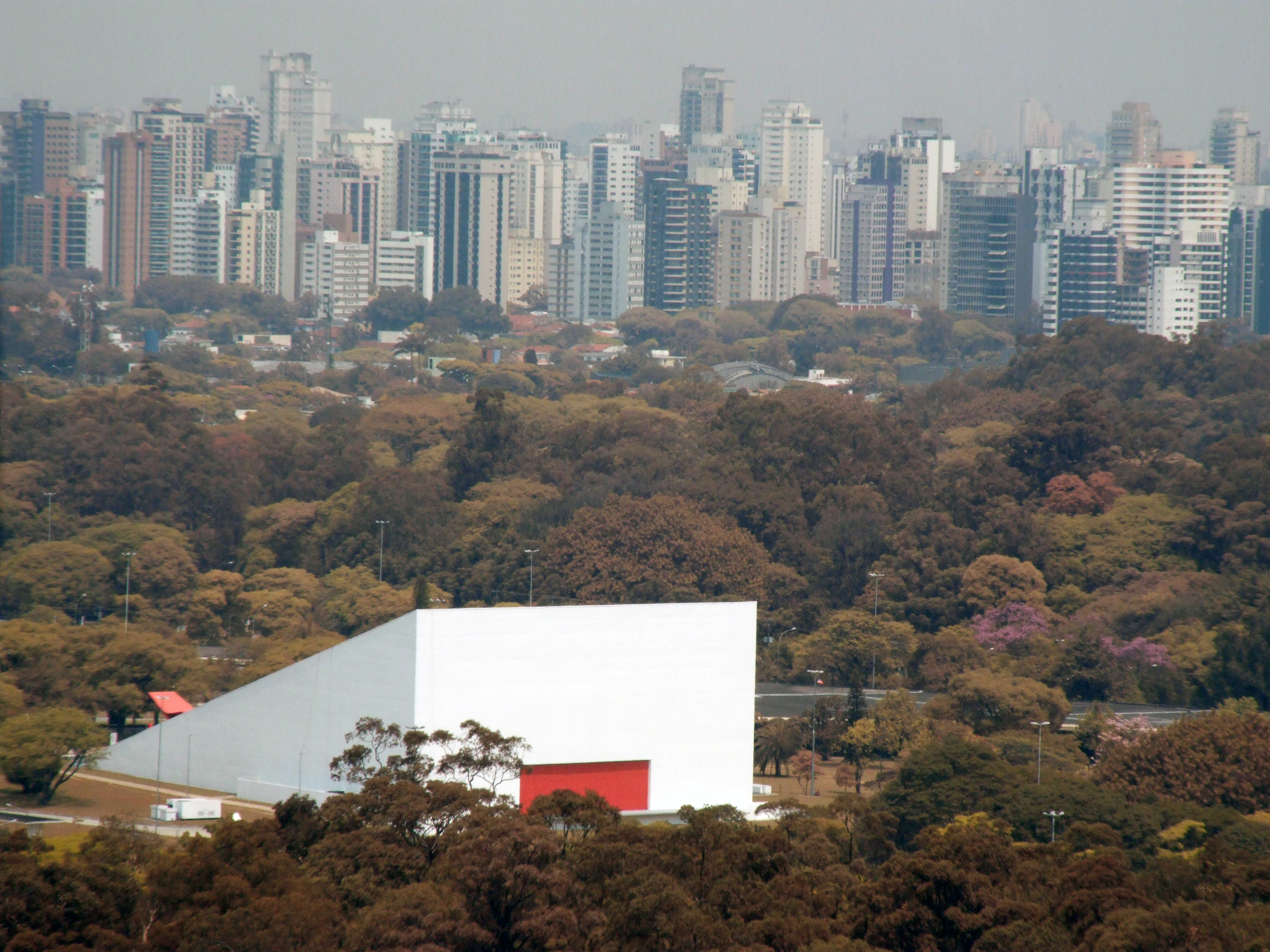

一楼的门厅通往舞台和观众席。下层设有酒吧、行政室、音乐学校和更衣室。礼堂的后门宽18米，打开时，可以让舞台呈现给坐在外面的人，举办露天音乐会。

### 艺术品
- 托米·奥赫特和路易斯·安蒂诺·瓦兰德罗·基廷